# ポーキー (DJ)
ポーキー（POKI、1955年〈昭和30年〉7月20日 - 2020年〈令和2年〉3月）は、東京都立川市出身のDJ、パーカッショニスト。DJの際はDJ POKIと名乗る。仙台と東京において、坊主頭がトレードマークのデコDJとして人気を博し、FMやテレビの音楽番組でDJ・MCとして数多く出演している。本名：砂川純。
ポーキーの名はポークハムに由来し、元々これは高校生時代にジャズバンドの先輩が付けた愛称である。1982年頃から髪の毛が薄くなって来たので、いっそのこと全部剃ってしまおうということで坊主頭が自身の特徴となった。
世之介とのコンビ「サイツ・オフィス」名義で発行した音楽雑誌「ペーパーサイツ」や、同じく「サイツ」名義の深夜のテレビ番組『閑居倶楽部』、カフェバー「ラジャコート」のチーフDJなどで仙台での人気を不動のものとし、当時、仙台近郊のスポーツランドSUGOで毎年開催されていた野外ロックイベント「ロックンロールオリンピック」のMCやFM仙台のDJとしても活躍した。現在では東京で主に活動しているが、仙台でのイベントにゲストDJとして度々出演している。パーカッションの専門ネットショップ「CongaBongo」を運営している。
東北放送ラジオ「En∞Voyage」 2020年3月25日放送回でMCの佐々木真奈美が、逝去したことを公表。享年64歳。以前担当した東北放送ラジオ「RADIO ROUTE45」でポーキーとMCを担当して以降、交友があったため触れたと思われる。追悼として、ポーキー制作・佐々木真唱の「You Don't know what my tight skirt means」を放送。

## 出演番組

### 過去
テレビ
- あッ!!閑居倶楽部（DJ／ミヤギテレビ）
- 音神GIG TV!（ナレーション／テレビ東京）

ラジオ
- MUSIC@JUNCTION（bayfm、Kiss-FM KOBE）
- ザ・ヒット・オペレーション　NACK5
- レディオ・パイレーツ　NACK5
- ミッドナイト・ロック・シティ　NACK5
- インディーズカウントダウン（USEN440 CG-25ch Indies Station）
- ポーキーのスーパーナッツコレクション（ニッポン放送）
- ゆうべのひととき（NHK仙台放送局FM）
- キャンドヒーツ（FM仙台）
- ボイスオブセンセーション（FM仙台）
- わいわいワイドサタデーリクエスト（秋田放送）
- RADIO ROUTE45（東北放送）

MC
- ラッツ&スター日本武道館ライブ
- ロックンロールオリンピック
- BEAT CHILD（HOUND DOGのみ）
- ROCK'N' ROLL BAND STAND
- 氷室京介スタジアムツアー
- フジロックフェスティバル（1998年～現在）

パーカッション、コーラス
- THE STREET SLIDERSツアー
- 辻仁成ツアー
- 田原俊彦ツアー